# Congregació de Jesús i Maria
La Congregació de Jesús i Maria (en llatí Congregatio Iesu et Mariae, o Congregatio Eudistarum) és una societat de vida apostòlica masculina de l'Església catòlica fundada per Sant Joan Eudes en 1643. Els membres d'aquesta congregació són coneguts com a Eudistes, pel cognom del fundador, i posposen al seu nom les sigles C.I.M.

## Història
Jean Eudes, membre de l'Oratori de Jesús, a demanda del cardenal Armand-Jean du Plessis de Richelieu, va fundar a Caen, el 25 de març de 1643 i amb alguns companys, una nova comunitat "per a l'exercici de les missions i dels seminaris", dedicada a la formació espiritual i doctrinal dels sacerdots i seminaristes, d'acord amb les directrius del Concili de Trento.
Com a societat de vida apostòlica, pren el model dels oratorians francesos (Joan Eudes ho havia estat durant vint anys). L'autoritat superior recau en una assemblea general que anomena un superior general vitalici i que és convocada periòdicament per a controlar l'administració del superior. L'assemblea és l'únic òrgan que pot promulgar reglaments i disposicions d'aplicació general. Mentre no es convoquen assemblees, el superior és l'autoritat suprema en afers espirituals i temporals: pot anomenar i destituir superiors locals, administrar el personal d'una casa, fer visites a les cases, acceptar o refusar fundacions noves, etc.
Els eudistes van encarregar-se de la direcció i gestió de nombrosos seminaris, sobretot a França. En vida del fundador es van obrir els seminaris de: Caen (1643), Coutances (1650), Lisieux (1653), Rouen (1658), Évreux (1667) i Rennes (1670). Aquests seminaris, anomenats grans, havien de ser els únics de la congregació. En ells, a més dels seminaristes que hi estudiaven per a preveres, també s'admetien sacerdots que volien aprofundir en els estudis o actualitzar-ne els coneixements i, fins i tot, laics que volien estudiar teologia. També van destacar en la lluita contra el jansenisme mitjançant missions populars.

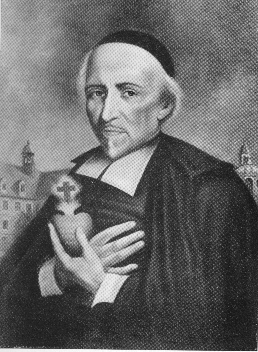
Jean Eudes, fundador
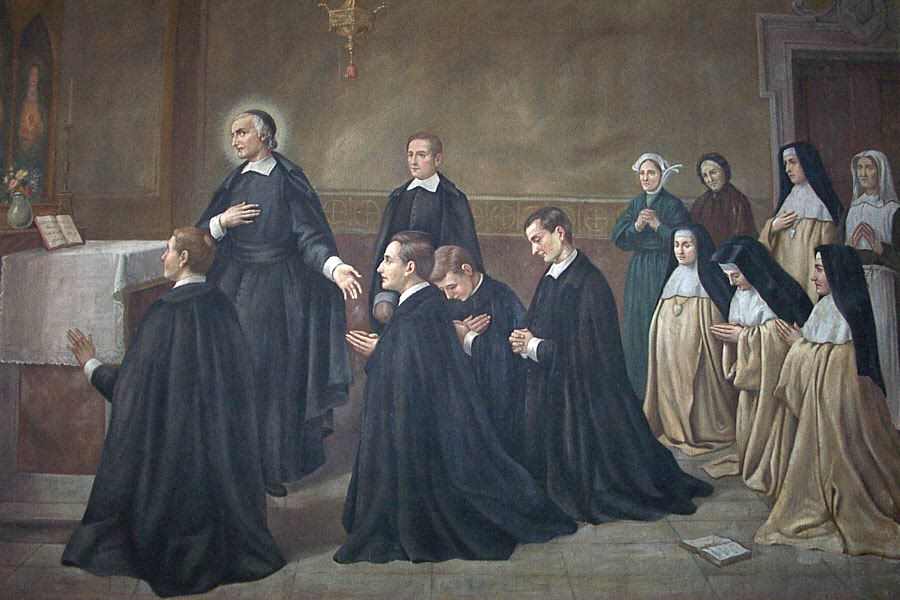
Fundació de la congregació eudista, pintura anònima de 1909
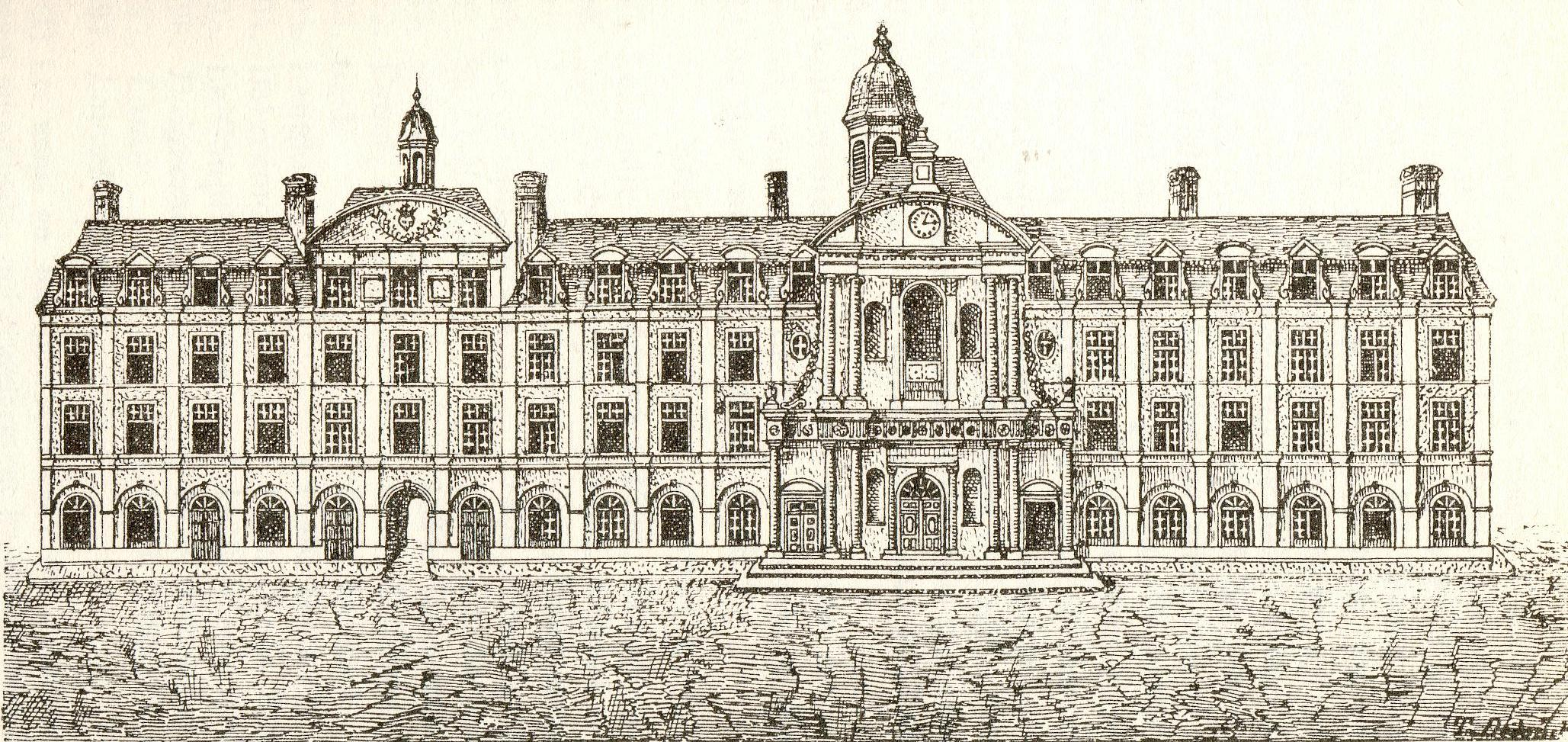
Seminari dels eudistes a Caen, primera fundació de l'orde (gravat del s. XIX)

Després van fundar-se altres seminaris a: Valognes, Avranches, Dol, Senlis, Blois, Domfront i Séez. A Rennes, Rouen i altres llocs van ésser admesos estudiants de classes pobres que exercirien el ministeri a pobles de pagès. Aquests van ser anomenats seminaris petits (o menors).
La Revolució francesa va comportar el tancament i supressió de l'orde (1792) (tres eudistes van ser executats en 1792, un d'ells, el confessor de Lluís XVI de França). Fou restaurada el 1826 i obtingué el decretum laudis de la Santa Seu el 25 de juliol de 1851. Els seminaris, mentrestant, havien passat a altres mans i els eudistes no en pogueren recuperar la direcció. Van dedicar-se llavors a l'apostolat i l'educació secundària.
Durant el segle xx van obrir cases a Bèlgica, Espanya (Cartagena, Pamplona, etc.), Panamà, Canadà, etc.

## Activitat i difusió
Avui, l'orde es dedica sobretot a l'ensenyament secundari. Ofereix als seus membres l'oportunitat de viure en comunitat per a treballar en la formació dels sacerdots i els laics que estan al servei de l'Església, mitjançant l'apostolat i l'ensenyament als no creients o als cristians no practicants.
Al final de 2005, la societat comptava amb 59 cases (organitzades en les províncies de França, Colòmbia, Nord-amèrica, Àfrica, Filipines i Veneçuela) i 472 membres, 376 dels quals són sacerdots.